# Abadía de Duiske
La abadía de Duiske (en inglés Duiske Abbey) está situada en la localidad de Graiguenamanagh, en el Condado de Kilkenny, en Irlanda.
La fundación del monasterio cisterciense se remonta al año 1207. El complejo sufrió sucesivas reformas hasta nuestros días conservándose de los tiempos iniciales la gran iglesia gótica que en su tiempo era la mayor iglesia de la orden en Irlanda. Hoy en día se utiliza como iglesia parroquial.
Los elementos más importantes que se conservan son el pórtico románico situado en la entrada sur, la estatua de un caballero medieval (caballero de Duiske) y varias cruces del siglo XIX.

## Galería de imágenes

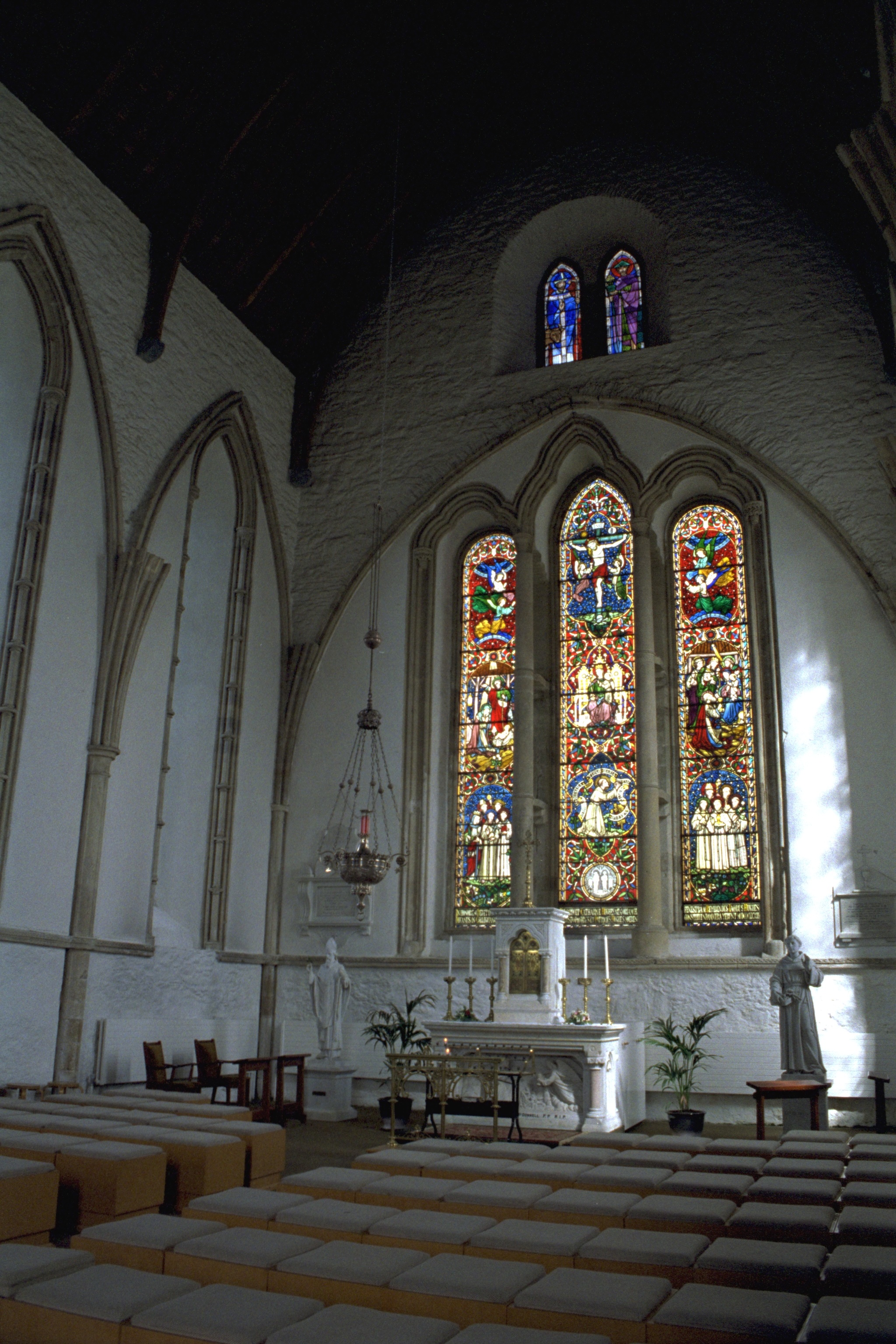
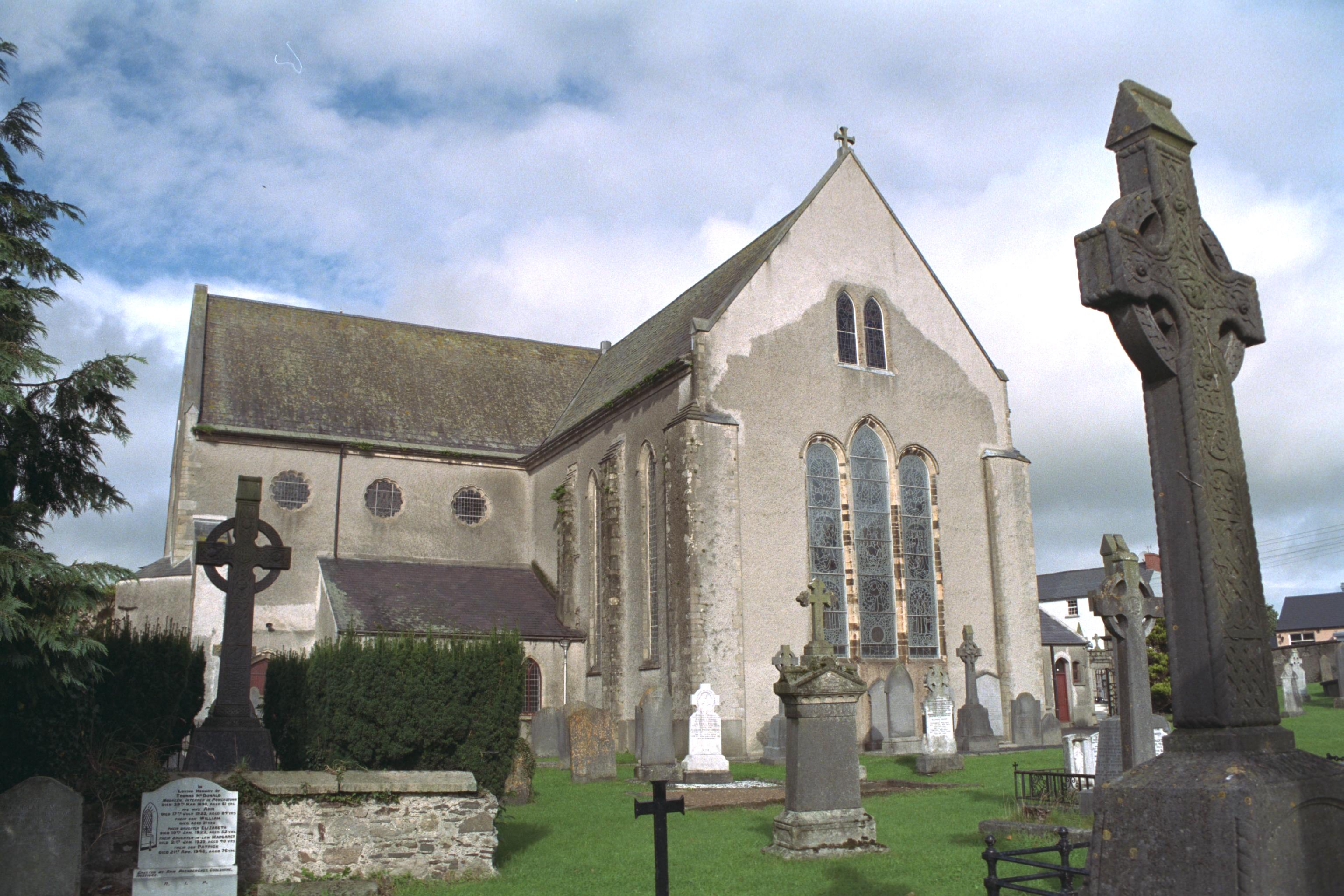
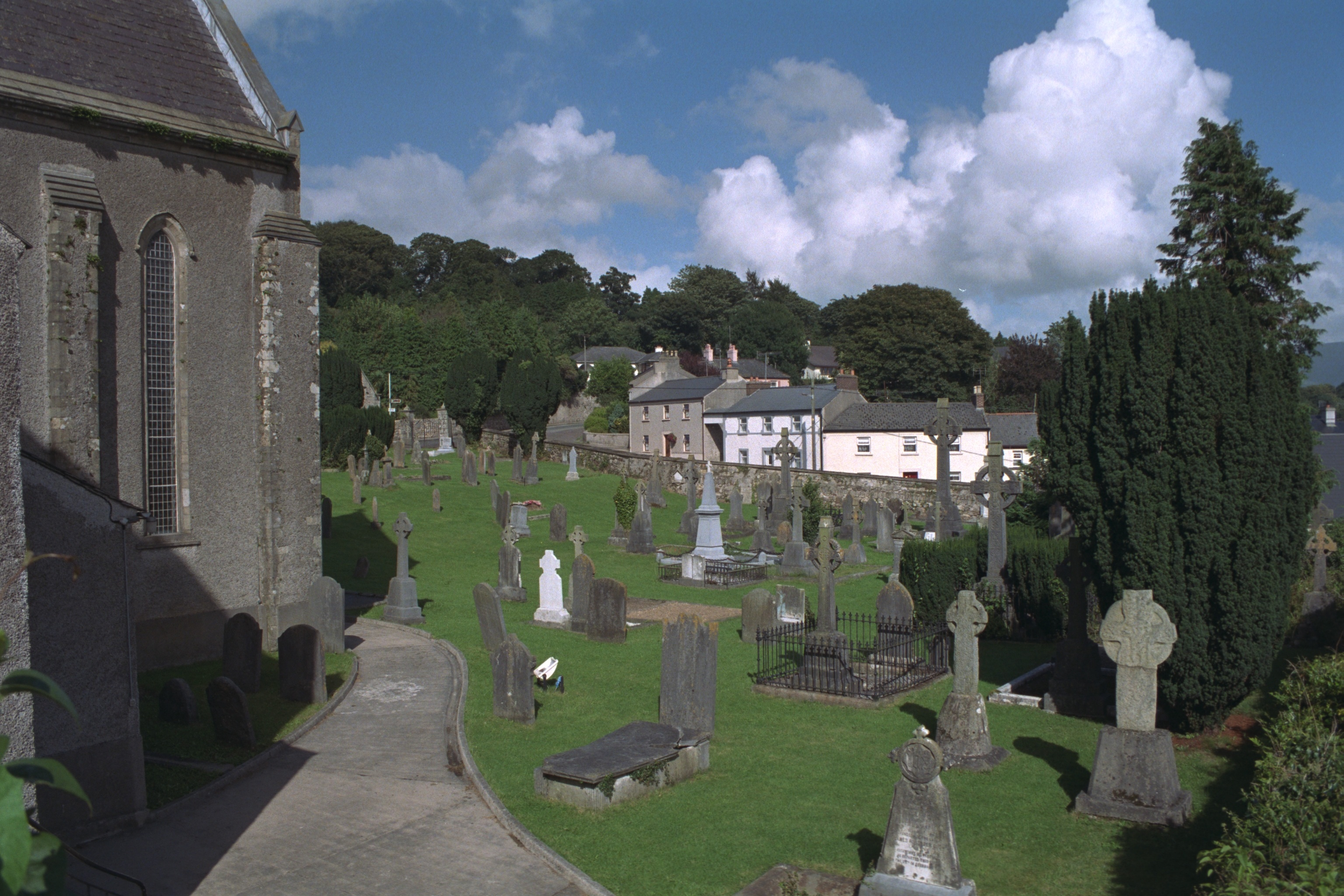
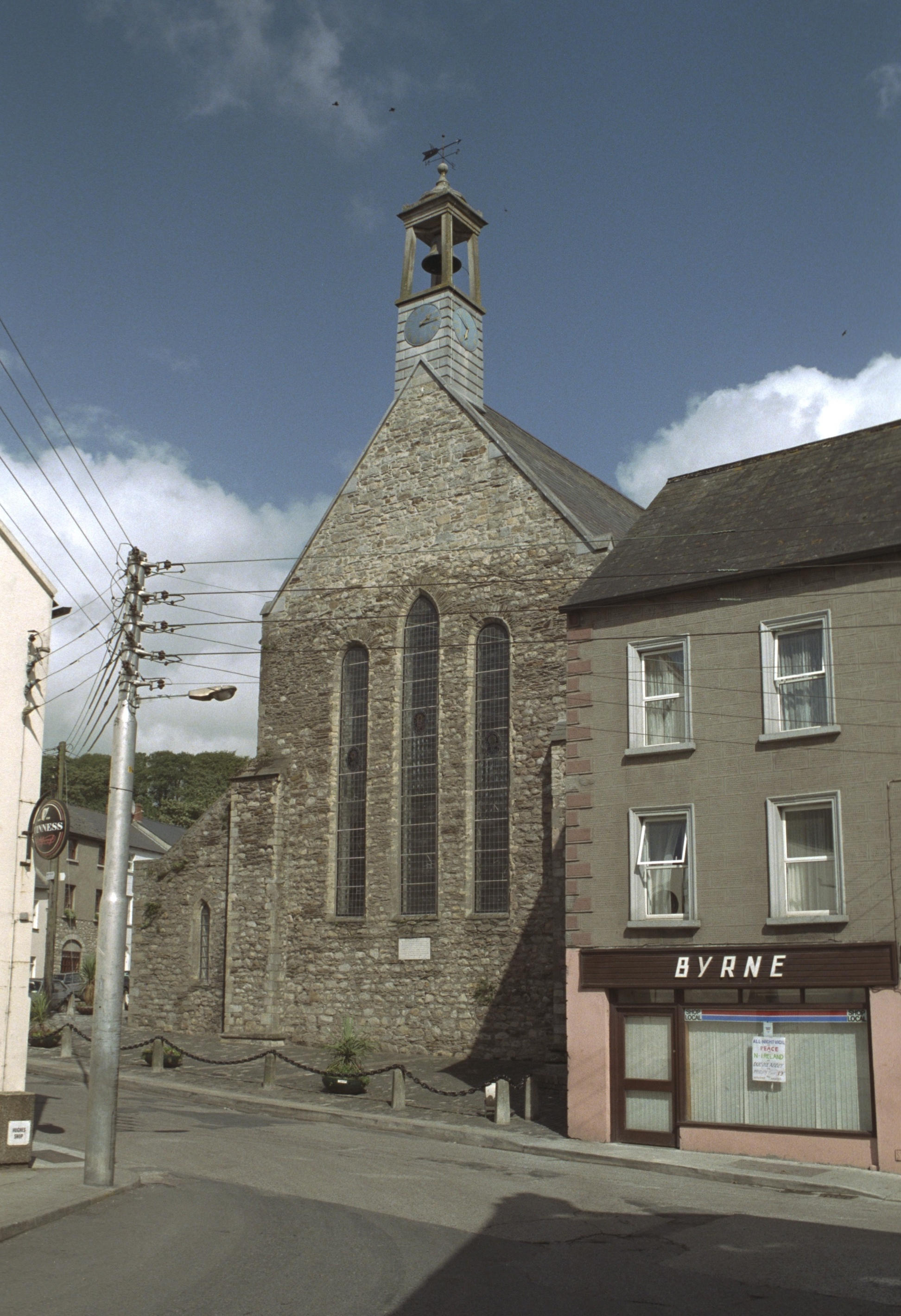
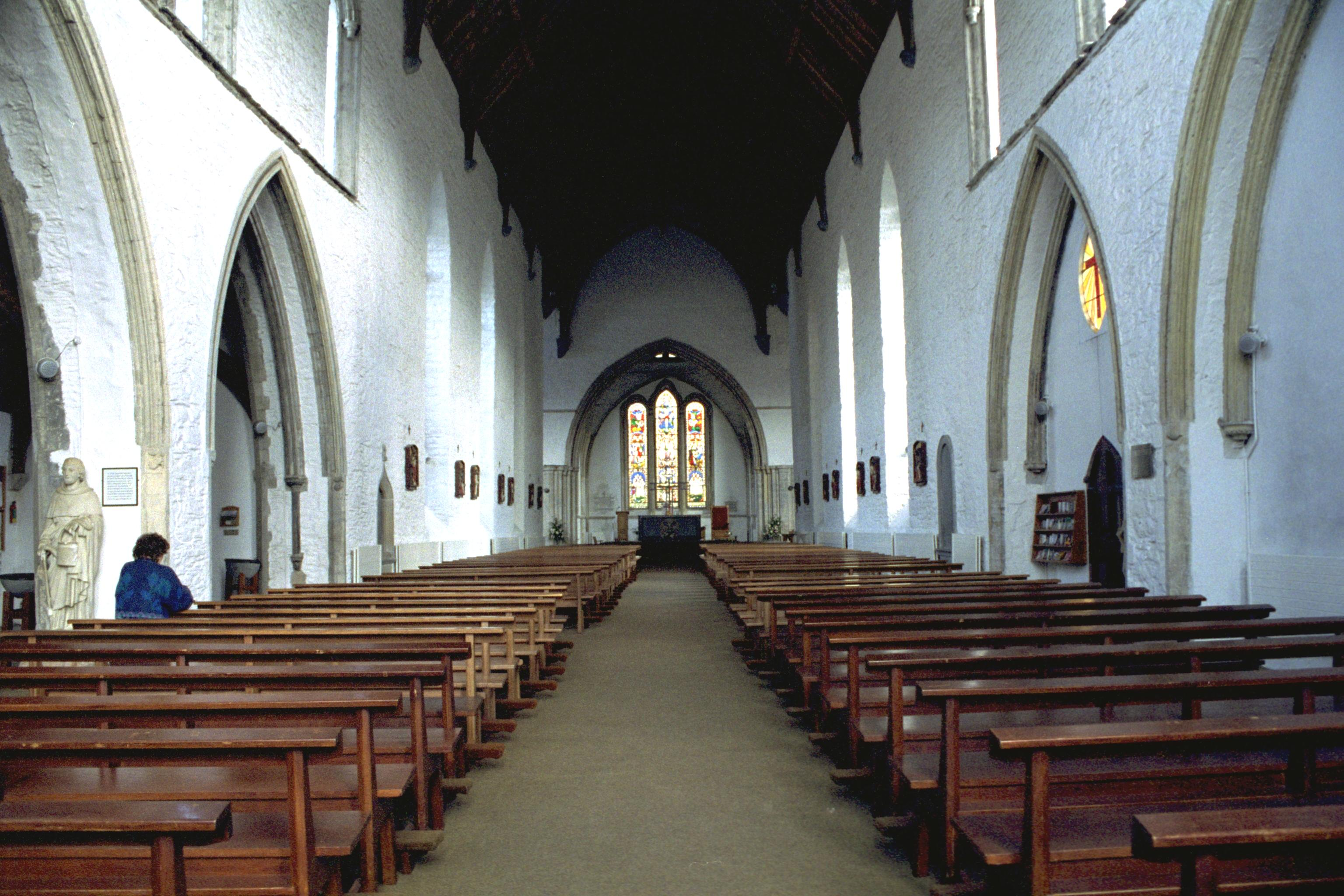
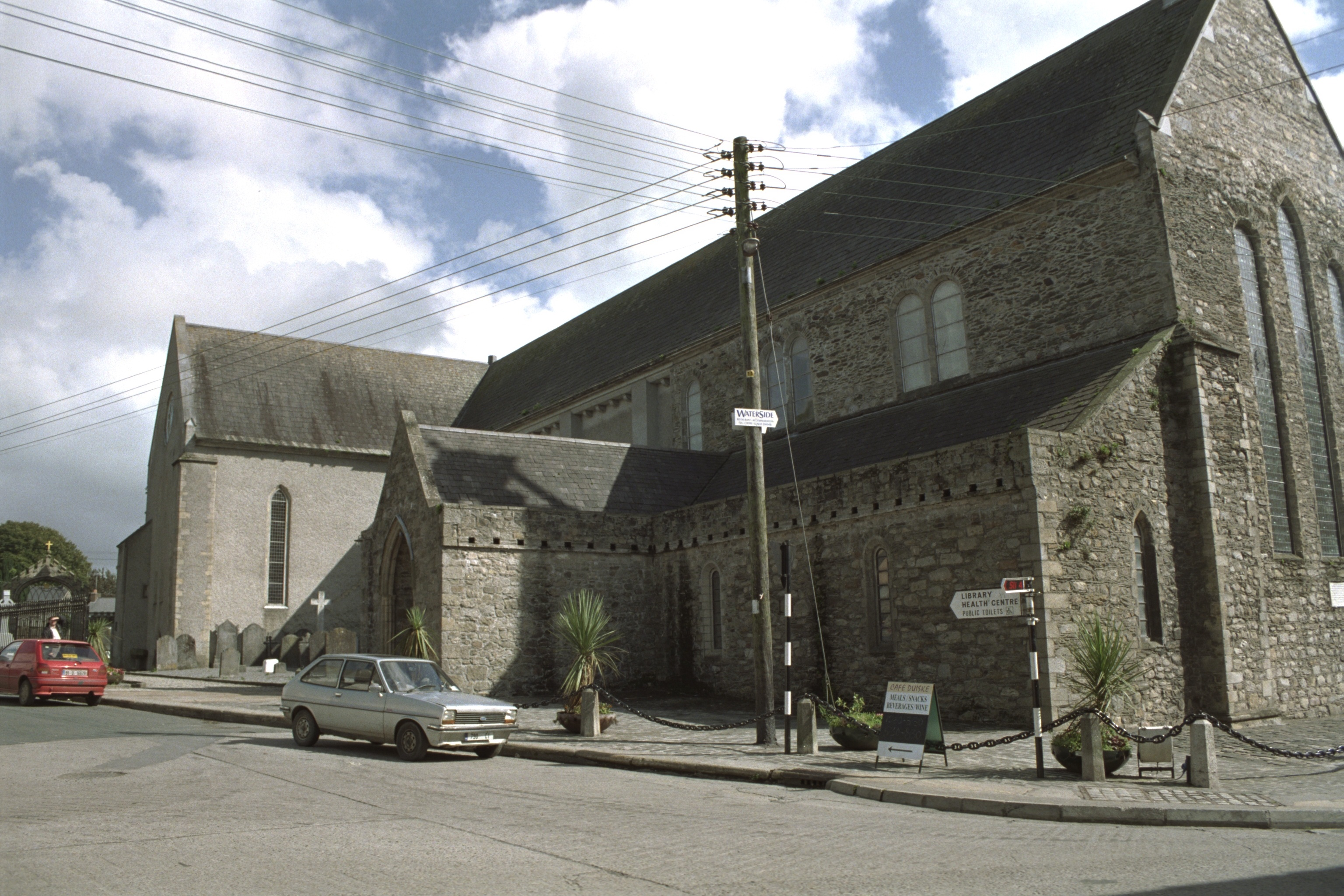
La abadía de Duiske desde el cruce de Abbey Street con Main Street.